# Barbara Ayrton-Gould
Barbara Bodichon Ayrton-Gould (junio de 1886 - 14 de octubre de 1950) fue una política laborista y sufragista en el Reino Unido.

## Biografía
Ayrton-Gould nació en Kensington, Londres, hija de los prominentes ingenieros eléctricos e inventores Hertha Marks Ayrton y William Edward Ayrton. Fue educada en Notting Hill High School y estudió química y física en el University College de Londres. Se casó con el escritor Gerald Gould (1885-1936); el artista Michael Ayrton (1921-1975) era su hijo. Hasta 1930, trabajó como gerente de publicidad del Daily Herald.

## Sufragista
En 1906, se convirtió en miembro de la Unión Social y Política de las Mujeres y abandonó su investigación científica para ser una organizadora de tiempo completo para ellas en 1909. Escribió el panfleto pro sufragio La Súplica Democrática para la Unión Política de los Hombres para el Enfranquicio de las Mujeres.
En marzo de 1912, participó en el rompimiento de escaparates en el West End de Londres por el sufragio, por lo que pasó tiempo en prisión. En su liberación, en 1913, fue a Francia, disfrazada de colegiala, para que no la arrestaran nuevamente.
En 1914, abandonó la Unión Política y Social de las Mujeres debido a la frustración con las tendencias autocráticas de sus líderes, así como la continua ausencia de Christabel Pankhurst. El 6 de febrero de 1914, ella, su esposo y Evelyn Sharp fundaron United Suffragists,  notable por aceptar miembros masculinos y femeninos. Terminaron su campaña cuando la Ley de Representación del Pueblo de 1918 otorgó a las mujeres sufragio limitado en el Reino Unido.